# Arahal
Arahal – gmina w Hiszpanii, w prowincji Sewilla, w Andaluzji, o powierzchni 201,09 km². W 2011 roku gmina liczyła 19 513 mieszkańców. Ar-rahal to arabski termin, oznaczający miejsce na ścieżce, na której można się zatrzymać.